# Didier Sicard
Pour les articles homonymes, voir Sicard.
Didier Sicard, né le 28 janvier 1938 à Boulogne-Billancourt, est un médecin et professeur de médecine français. Il a été le président du Comité consultatif national d'éthique de 1999 à 2008. 

## Biographie
Fils de deux médecins, avec un père catholique et une mère protestante, il exerce une partie de sa carrière à l'étranger. Il est ensuite professeur de médecine à l'université Paris-Descartes et chef de service de médecine interne à l'hôpital Cochin, à Paris. 
En mars 1999, il devient président du Comité consultatif national d'éthique (CCNE) pour les sciences de la vie et de la santé, succédant à Jean-Pierre Changeux. Durant son mandat, il aborde les nouveaux champs de réflexions en termes d'éthique médicale, notamment sur les technologies de la procréation, qui voient leur complexité s'accroître à mesure des avancées dans ce domaine. Il souligne en outre le manque de formation des médecins pour répondre à des questions éthiques de plus en plus nombreuses, et dénonce l'écart qui existe en France entre l'éthique et la pratique. Le 19 février 2008, Alain Grimfeld lui succède à la présidence du CCNE, et Didier Sicard en devient le président d'honneur.[réf. nécessaire]
En juillet 2012, il est désigné par François Hollande en tant que coordinateur d'une Commission chargée de réfléchir sur les modalités d'assistance au décès pour les personnes en fin de vie ; la commission a rendu le 18 décembre 2012 un rapport intitulé par les médias « rapport Sicard, ».
Au sein des différents courants de pensée autour de la bioéthique, Pierre-André Taguieff estime qu'il se situe dans le courant chrétien, pour qui la vie humaine est sacrée et qu'il y a interdiction pour l'homme d'agir aux confins de l'existence humaine.

## Décoration
- Commandeur de la Légion d'honneur (2014)[7]
- Grande Médaille de l’Académie nationale de médecine (2020)[8]

## Ouvrages
- Au nom de Marx et de Bouddha, avec Marie-Noële Sicard, Paris, Inter Éditions, 1981  (ISBN 2-7296-0097-3).
- L'approche clinique, avec Philippe Bernard, Paris, Librairie Maloine, 1987  (ISBN 978-2891301046).
- Harrison : principes de médecine interne (directeur scientifique : professeur Didier Sicard), Paris, éditeur : Philippe Zawieja pour Arnette-Blackwell, 1995

traduction des Harrison's Principles of Internal Medicine, É-U, McGraw-Hill
- Les examens complémentaires, avec Hélène Bouchez, Paris, Librairie Maloine, 1996  (ISBN 2-224-02358-8).
- Infection à VIH : savoir et comprendre : connaissance de l'infection à VIH pour la personne séropositive, ses amis, sa famille, Éditions Espace 34, 1996  (ISBN 9782907293334).
- Dialogue spécialistes, généralistes, avec Hélène Bouchez, Paris, Librairie Maloine, 1997  (ISBN 9782224024987).
- Hippocrate et le scanner : réflexion sur la médecine contemporaine, avec Gérard Haddad, Paris, Desclée de Brouwer, coll. « Esculape », 1999  (ISBN 978-2220044521).
- La médecine sans le corps : une nouvelle réflexion éthique, Paris, Plon, 2002  (ISBN 2-259-19537-7)
- Travaux du Comité consultatif national d'éthique, 2003
- Santé et société au Laos (1973-1978) : le système de santé Lao et ses possibilités de développement, 2004
- L'alibi éthique, Paris, Plon, 2006  (ISBN 978-2-259-20085-1).
- L'éthique médicale et la bioéthique, Paris, PUF, coll. « Que sais-je ? » no 2422, 2009  (ISBN 978-2130619710).